# Robert Francis Furchgott
Robert Francis Furchgott (Charleston, EUA 1916 - Seattle, 2009) fou un farmacòleg, bioquímic i professor universitari estatunidenc guardonat amb el Premi Nobel de Medicina o Fisiologia l'any 1998.

## Biografia
Va néixer el 4 de juny de 1916 a la ciutat de Charleston, població situada a l'estat nord-americà de Carolina del Sud. Va estudiar química a la Universitat de Carolina del Nord, on es graduà el 1937, i el 1940 es doctorà en bioquímica a la Northwestern University d'Evanston. Professor de farmacologia a la Universitat de l'Estat de Nova York des de 1956, el 1988 fou nomenat professor a la Universitat de Miami.
Morí el 19 de maig de 2009 a la seva residència de Seattle (Washington), a l'edat de 92 anys.

## Recerca científica
Va centrar la seva recerca científica en l'anàlisi dels efectes de diferents drogues sobre la musculatura vascular, arribant a la conclusió que els vasos sanguinis es dilaten només si l'endoteli vascular produeix un senyal desconegut que fa que les cèl·lules musculars es relaxin. Aquesta substància fou denominada factor de relaxació derivat de l'endoteli (EDRF) i determinà que estava composta d'òxid nítric, un compost important en la fisiologia cardiovascular.
L'any 1998 fou guardonat amb el Premi Nobel de Medicina o Fisiologia pels seus descobriments referents a l'òxid nítric com a molècula significativa en el sistema cardiovascular, premi que compartí amb Ferid Murad i Louis J. Ignarro.